# SN 2002ap
SN 2002ap – supernowa typu Ic-pec odkryta 6 lutego 2002 roku w galaktyce NGC 628. Jej maksymalna jasność wynosiła 13,11m.